# Partido Antimasónico
El Partido Antimasónico fue un partido político de corta duración y carácter popular surgido en los Estados Unidos a finales de la década de 1820, aglutinado en torno a la oposición a la francmasonería.
El movimiento fue fundado en 1828 a raíz de la desaparición dos años antes y presunto homicidio de un masón neoyorquino, William Morgan, quien tras entrar en conflicto con su logia había anunciado su intención de publicar un libro en el que revelaría los secretos de la masonería. Pronto se extendió por todo el noreste de los EE. UU. una corriente de oposición a la masonería a la que se acusaba de conspiración contra los principios republicanos y de elitismo, por pertenecer a ella numerosos banqueros, empresarios y jueces. El partido se mostró también desde el primer momento opuesto al presidente Andrew Jackson, prominente masón. 
En 1828 el Partido Antimasónico demostró su fuerza en las elecciones a la Cámara de Representantes y se convirtió en el primer partido de la oposición en Nueva York. Inmediatamente amplió su base, asumiendo postulados proteccionistas. En 1831 William A. Palmer fue elegido gobernador de Vermont en una candidatura antimasónica. Fue el primer partido estadounidense en llevar a cabo una convención nacional para elegir a su candidato a las elecciones presidenciales de 1832, para las que fue nominado William Wirt, un antiguo masón. En 1835 Joseph Ritner fue elegido gobernador de Pensilvania pero en Nueva York el partido había casi desaparecido. El Partido Antimasónico celebró una convención nacional en 1835, nominando al candidato William Henry Harrison como candidato a presidente, pero una segunda convención anunció que el partido no apoyaría oficialmente a ningún candidato. Harrison hizo campaña en el Partido Whig en las elecciones presidenciales de 1836 y su relativo éxito en las elecciones alentó una mayor migración de antimasones al Partido Whig. En 1840, el partido había dejado de funcionar como organización nacional. En las décadas siguientes, excandidatos y partidarios antimasónicos como Millard Fillmore, William H. Seward, Thurlow Weed y Thaddeus Stevens se convirtieron en miembros destacados del Partido Whig.

## Antecedentes
Los contrarios a la francmasonería formaron un movimiento político después del caso de William Morgan convencidos de que los masones asesinaban a los hombres que hablaban en su contra. El caso en cuestión consistió en la desaparición en 1826 de William Morgan, un francmasón del norte del Estado de Nueva York que se había vuelto en contra de los masones.
Morgan dijo haberse hecho masón cuando vivía en Canadá y parece que asistió durante un tiempo a una logia en Rochester.: 9  En 1825 Morgan recibió el Arco Real de la masonería en la Capilla de la Estrella Occidental Número 33 de la villa de Le Roy, habiendo declarado bajo juramento haber recibido previamente los seis grados que precedían a esto. El hecho de si recibió estos grados y en dónde no se ha determinado con certeza.: 9 
Morgan había intentado sin éxito ayudar a establecer o visitar logias y capítulos en Batavia, pero los masones le denegaron la participación en actividades masónicas de Batavia porque no confiaban en el carácter de Morgan ni en su afirmación de que era miembro de masonería. Enfadado por el rechazo, Morgan anunció que iba a publicar un libro que los expusiese titulado Ilustraciones de masonería, crítico con los masones y que describiese sus ceremonias secretas de los grados en detalle.
Cuando la logia de Batavia se enteró hubo un intento de quemar la empresa que iba imprimir el libro de Morgan. En septiembre de 1826, Morgan fue arrestado con acusaciones endebles de no haber pagado un préstamo y de robar una camisa y una corbata en un esfuerzo por impedir la publicación de su libro manteniéndolo en la cárcel. El individuo que intentaba publicar el libro de Morgan pagó su fianza y este fue liberado. Poco después, Morgan desapareció.
Algunos escépticos argumentaron que Morgan había dejado la zona de Batavia por sí mismo, ya sea porque le habían pagado por no publicar su libro, o para escapar de represalias masónicas por intentar publicar el libro, o para generar publicidad que aumentara las ventas del libro. La versión de los hechos creída generalmente fue que los masones mataron a Morgan tirándolo al río Niágara. Hubiera huido o hubiera sido asesinado, la desaparición de Morgan llevó a muchos a creer que la masonería estaba en conflicto con la buena ciudadanía.
Como los jueces, los empresarios, los banqueros y los políticos eran a menudo masones los ciudadanos comunes empezaron a pensar en la masonería como un grupo elitista. Es más, muchos afirmaron que los juramentos secretos de las logias obligaban a los masones a favorecerse unos a otros frente a los extraños en los tribunales y en otros lugares.
Debido a que algunos juicios de presuntos conspiradores de Morgan fueron mal manejados y los masones se resistieron a realizar más investigaciones, muchos neoyorquinos concluyeron que los masones controlaban oficinas clave y usaban su autoridad oficial para promover los objetivos de la fraternidad, asegurando que los supuestos asesinos de Morgan escaparan del castigo. > Se llegó a la conclusión de que cuando un miembro intentó revelar sus secretos los masones lo habían eliminado. Se creyó que controlaban los tribunales y otras oficinas, siendo capaces de obstruir la investigación. Se decía que los verdaderos estadounidenses tenían que organizarse y derrotar esta conspiración. Para restablecer el buen gobierno, algunos consideraron que "todos los masones debían ser destituidos de sus cargos públicos".

## Fundación del partido
El Partido Antimasónico se formó en el norte del Estado de Nueva York en febrero de 1828. Los antimasónicos se oponían a la francmasonería, creyendo que se trataba de una sociedad secreta elitista y corrupta que regía buena parte del país desafiando los principios republicanos. Muchas personas consideraban a la masonería y a sus adeptos del gobierno como corruptos.
La oposición a la masonería fue tomada por algunas iglesias protestantes evangélicas como una causa religiosa, sobre todo en el distrito sobre todo en el centro y el oeste del norte del Estado de Nueva York. Muchas iglesias aprobaron resoluciones condenando a ministros y líderes laicos que eran masones y varias denominaciones condenaron la masonería, incluyendo los presbiterianos, los congregacionales, los metodistas y los baptistas.
La antimasonería se convirtió en un asunto político en la parte occidental del Estado de Nueva York, donde a comienzos de 1827 muchas reuniones masivas resolvieron no apoyar a los masones para cargos públicos. En Nueva York, los que apoyaban al presidente John Quincy Adams, conocidos como "hombres de Adam, o antijacksonianos, o nacional republicanos, eran débiles. Los que apoyaban a Adam usaron la fuerza del sentimiento antimasónico para crear un nuevo partido en oposición al naciente Partido Demócrata de Andrew Jackson y a la organización política Regencia de Albany de  Martin Van Buren en Nueva York. En este esfuerzo, les ayudó el hecho de que Andrew Jackson fuera un masón de alto rango y que solía hablar elogiosamente de esa institución. El supuesto comentario del organizador antimasónico Thurlow Weed (que fue negado por Weed) de que un cuerpo no identificado hallado en el río Niágara era "un Morgan lo bastante bueno" hasta después de las elecciones de 1828 resumía el valor de la desaparición de Morgan para los oponentes a Jackson.

## Auge del partido
En las elecciones a la Cámara de Representantes de 1828 el nuevo partido demostró ser más fuerte de lo previsto. Aunque su candidato a gobernador de Nueva York, Solomon Southwick, fue derrotado el Partido Antimasónico se convirtió en el principal partido de la oposición a los Demócratas de Jackson en Nueva York. En 1829, amplió su base de propuestas defendiendo mejoras internas y el arancel proteccionista.
Los miembros del Partido Antimasónico ampliaron el uso de periódicos afiliados al partido para la organización política al publicar más de 100, incluyendo el National Observer de Southwick y el Anti-Masonic Enquirer de Weed.: 34–35  En 1829, el periódico Albany Journal de Weed se había convertido en la publicación antimasónica más importante y posteriormente se convirtió en el principal periódico del Partido Whig. Los periódicos de la época se deleitaban con el partidismo y un breve párrafo en un artículo del Albany Journal opuesto a Martin Van Buren, del Partido Demócrata, incluyó las palabras "peligroso", "demagogo", "corrupto", "degradado", "pervertido", "prostituta", "vicioso" y "maldito".

## Convenciones y elecciones
En 1827 había planes para una organización nacional antimasónica y unos líderes de Nueva York intentaron sin éxito persuadir a Henry Clay a renunciar a su membresía masónica y a liderar el movimiento.
En 1830 el movimiento antimasónico sus esfuerzos por ampliar su atractivo le permitieron extenderse a los estados vecinos, haciéndose especialmente fuerte en Pensilvania y Vermont.  En 1831, William A. Palmer fue elegido gobernador de Vermont]] con una papeleta antimasónica, manteniéndose en el cargo hasta 1835. El cuñado de Palmer, Augustine Clarke, fue un elector presidencial antimasónico en 1832, sirvió como tesorero del estado de Vermont desde 1833 a 1837 y fue nombrado miembro del Comité Nacional Antimasónico en 1837. Otros electores antimasónicos de Vermont en 1832 fueron el antiguo gobernador Ezra Butler y el antiguo miembro de la Cámara de Representantes William Strong.
El cargo más alto obtenido por miembros del Partido Antimasónico fue el de gobernador. Aparte de Palmer en Vermont, Joseph Ritner fue gobernador de Pensilvania entre 1835 y 1839.
En 1835 Silas H. Jennison, un antimasón, fue elegido vicegobernador de Vermont con apoyo Whig en 1835. Ningún candidato recibió la mayoría de votos para gobernador como lo exige la Constitución de Vermont. Luego, el concurso pasó a la Asamblea General de Vermont, que no pudo elegir un ganador. Luego, la Asamblea General optó por permitir que Jennison actuara como gobernador hasta las próximas elecciones. Ganó las elecciones como gobernador por derecho propio como Whig en 1836 y sirvió desde 1836 hasta 1841.
El Partido Antimasónico no eligió senadores y no controló parlamentos estatales, pero a veces sus miembros participaban en coaliciones para elegir senadores y organizar estos parlamentos. Pueden citarse varios ejemplos. William Wilkins fue elegido para el senado en 1830 por una coalición de demócratas y antimasones en la Asamblea General de Pensilvania. William Sprague III fue elegido parlamentario de la Casa de Representantes de Rhode Island en 1831 por una coalición de demócratas y antimasones.
El Partido Antimasónico llevó a cabo la primera convención de nominación presidencial en la historia de los Estados Unidos para las elecciones de 1832, nominando a William Wirt (un ex masón) para presidente y a Amos Ellmaker para vicepresidente en Baltimore. Wirt obtuvo el 7,8 por ciento del voto popular y los siete votos electorales de Vermont. Pronto, los demócratas y los whigs reconocieron el valor de las convenciones en la gestión de los partidos y en las campañas y comenzaron hacer las suyas.
Tras la elección de Ritner, se celebró una convención en Harrisburg entre el 14 y el 17 de diciembre de 1835, para elegir electores para las elecciones presidenciales de 1836. La convención nominó a William Henry Harrison para presidente y a Francis Granger para vicepresidente. La Convención del Partido Antimasónico en el Estado de Vermont tuvo lugar el 24 de febrero de 1836. Los líderes antimasónicos fueron incapaces de asegurarse de que Harrison no era masón, de modo que convocaron una convención nacional. La segunda convención antimasónica nacional para nominaciones tuvo lugar en Filadelfia el 4 de mayo de 1836. La reunión estuvo dividida, pero una mayoría de delegados establecieron que el partido no patrocinaba una convocatoria nacional para las elecciones presidenciales de 1836 y propusieron una reunión en 1837 para discutir el futuro del partido.
Harrison perdió las elecciones ante el candidato demócrata Martin Van Buren en 1836 pero el Partido Antimasónico fue aclamado en el Norte por los líderes antimasónicos porque este partido había sido el primero en cuestionar a esa persona. A mediados de la década de 1830 otros anti-jacksonianos se coaligaron en el Partido Whig, que tenía una base temática más amplia que los antimasones. A finales de la década de 1830, muchos de los miembros del movimiento antimasónico se estaban pasando a los Whigs, considerando ese partido como una mejor alternativa a los demócratas jacksonianos. El Partido Antimasónico organizó una conferencia en septiembre de 1837 para discutir su situación, siendo uno de los delegados el antiguo presidente John Quincy Adams.
El Partido Antimasónico celebró una tercera convención nacional de nominaciones en el Temperance Hall de Filadelfia entre el 13 y el 14 de noviembre de 1838.
En ese momento, el partido había sido suplantado casi por completo por los Whigs. Los antimasones respaldaron unánimemente a William Henry Harrison para presidente y a Daniel Webster para vicepresidente para las elecciones de 1840. Cuando la Convención Nacional Whig nominó a Harrison con John Tyler como su compañero de candidatura, el Partido Antimasónico no hizo una nominación alternativa y dejó de funcionar. La mayoría de los seguidores fueron completamente absorbidos por los Whigs en 1840.

## Legado
La antimasonería estaba profundamente relacionada con las teorías de la conspiración, sobre todo con la que afirma que las élites masónicas estaban intentando controlar al gobierno en secreto. Se ha dicho que, medida que las personas empezaron a tener más movilidad económica durante la Revolución Industrial y a medida que el oeste era poblado por blancos y añadido a la Unión, iba creciendo el malestar político y social al debilitarse los lazos comunitarios y familiares de larga data. Como los francmasones fueron una de las pocas instituciones que se mantuvo estable durante estos tiempos de cambio, se habría convertido en un objetivo natural para los que protestaban. Como resultado, el caso de William Morgan sirvió de catálisis para convertir el movimiento popular antimasónico en un partido político.
Líderes hábiles unieron a los antijacksonianos y a otros que estaban descontentos con las condiciones políticas existentes bajo la bandera de la antimasonería. El hecho de que William Wirt, su elección para la presidencia en 1832, no sólo fuera un ex masón, sino que también defendiera la masonería en un discurso ante la convención que lo nominó indica que la oposición a la masonería no era el único asunto del movimiento antimasónico.
El movimiento antimasónico innovó con las convenciones de nominación y aumentó el uso de los periódicos del partido, prácticas que fueron adoptadas por otros partidos. Además, los antimasones ayudaron al ascenso del Partido Whig como la principal alternativa a los demócratas, y los Whigs adoptaron posiciones que habían sido defendidas por el Partido Antimasónico, como las mejoras internas y los aranceles.

## Segundo Partido Antimasónico
Hubo otra organización llamada Partido Antimasónico activa entre 1872 y 1888. Este segundo grupo tenía bases más religiosas para su antimasonería y estaba muy relacionado con Jonathan Blanchard, del Wheaton College de Illinois.

## Miembros del Congreso
El Partido Antimasónico no tuvo a nadie en el Senado pero sí varios miembros de la Cámara de Representantes.
Massachusetts
- William Jackson
- John Reed Jr.

Nueva York
- William Babcock
- Gamaliel H. Barstow
- Timothy Childs
- John A. Collier
- Bates Cooke
- John Dickson
- Philo C. Fuller
- Gideon Hard
- Abner Hazeltine
- George W. Lay
- Henry C. Martindale
- Robert S. Rose
- Phineas L. Tracy
- Grattan H. Wheeler
- Frederick Whittlesey

Ohio
- Jonathan Sloane

Pensilvania
- Robert Allison
- John Banks
- Charles Augustus Barnitz
- Richard Biddle
- George Chambers
- William Clark
- Edward Darlington
- Edward Davies
- Harmar Denny
- John Edwards
- Thomas Henry
- William Hiester
- Francis James
- Thomas McKean
- Charles Ogle
- David Potts Jr.
- Andrew Stewart

Rhode Island
- Dutee Jerauld Pearce

Vermont
- William Cahoon
- Benjamin F. Deming
- Henry Fisk Janes
- William Slade

## Candidatos y cargos destacados
- Solomon Southwick, candidato a gobernador de Nueva York en 1828
- Millard Fillmore, miembro de la Asamblea del Estado de Nueva York entre 1829 y 1831
- William H. Seward, miembro del Senado del Estado de Nueva York entre 1831 y 1834
- Lebbeus Egerton, teniente de gobernador de Vermont entre 1831 y 1835
- William A. Palmer, gobernador de Vermont entre 1831 y 1835
- William Wirt, candidato a presidente de Estados Unidos en 1832
- Amos Ellmaker, candidato a vicepresidente de los Estados Unidos en 1832
- William Sprague III, parlamentario de la Cámara de Representantes de Rhode Island entre 1832 y 1835
- Thaddeus Stevens, miembro de la Cámara de Representantes de Pensilvania entre 1833 y 1835[69]
- Augustine Clarke, tesorero del Estado de Vermont entre 1833 y 1837
- Joseph Ritner, gobernador de Pensilvania entre 1835 y 1839
- Silas H. Jennison, gobernador de Vermont entre 1835 y 1841 y antimasón con apoyo Whig, convirtiéndose luego en Whig
- John Quincy Adams, candidato a gobernador de Massachusetts en 1833
- Allen Wardner, tesorero del Estado de Vermont entre 1837 y 1838
- Jonathan Blanchard, candidato a presidente de Estados Unidos en 1884